# José Llopis Corona
José Llopis Corona (Alicante, 4 giugno 1918 – 29 gennaio 2011) è stato un calciatore spagnolo., di ruolo difensore.

## Palmarès

### Club
- Coppa di Spagna: 2

Real Madrid: 1946, 1947